# جيسي (لاعب كرة قدم)
جيسي (بالبرتغالية: Jeci) (22 أبريل 1980 في البرازيل – )؛ هو لاعب كرة قدم كان يلعب كمدافع.

## وصلات خارجية
- جيسي على موقع رابطة كرة القدم اليابانية للمحترفين (اليابانية)
- جيسي على موقع قاعدة بيانات كرة القدم.إي يو (الإنجليزية)
- جيسي على موقع Soccerway.com (الإنجليزية)
- جيسي على موقع عالم كرة القدم.نت (الإنجليزية)